# Cucullia tanaceti
Cucullia tanaceti je vrsta noćnog leptira (moljca) iz porodice sovica, Noctuidae. Vrstu su 1775. godine opisali Denis i Schiffermüller, a rasprostranjena u Evropi i Aziji.

## Stanište i biljka hraniteljka[2][3]
Naseljava suva i topla staništa, peskovite terene i ruderalna područja. Biljke hraniteljke su iz porodice glavočika, Asteraceae, rodova poput Achillea, Tanacetum i Artemisia.

## Opis vrste[4][5]
Cucullia tanaceti u većem delu svog areala ima dve generacije godišnje, a adulti lete od aprila do juna i od jula do septembra. Gusenice se sreću od početka leta do rane jeseni. Prema naučnim studijama, brojnost populacija je u Evropi u opadanju, zbog gubitka staništa.  Osonovna boja integumenta gusenica je bela, ali je čitav integument prekriven jarko žutim longitudalnim linijama i crnim tačkastim markacijama u obrascu koji se ponavlja na svakom segmentu.  Kod zrelih gusenica, integument uprkos sporadičnim setama deluje izuztetno glatko, a sami segmenti su blago naduveni, dajući gusenice ravnomerno cilindričan oblik. Ulutkavanje se vrši plitko pod zemljom, a eklozija će se dogoditi tek po zadovoljenju svih uslova, za šta je nekad potrebno i dve godine. Adulti su, za razliku od gusenica, monohromatskih krila i generalno sive boje. Raspon krila je do 50mm.

## Galerija
- Zrela gusenica na hajdučkoj travi